# Météore de Tcheliabinsk
Superbolide de Tcheliabinsk
Le météore de Tcheliabinsk ou bolide de Tcheliabinsk, parfois qualifié de superbolide de Tcheliabinsk,, est un superbolide qui a été observé dans le ciel du sud de l’Oural, au-dessus de l’oblast de Tcheliabinsk, le matin du 15 février 2013 à environ 9 h 20 locales (3 h 20 UTC).
D’un diamètre de  15 à 17 m et d’une masse estimée à 12 000 tonnes, le météoroïde s’est fragmenté dans l’atmosphère, entre  40 et 20 kilomètres d’altitude. Le phénomène a libéré une énergie estimée par le JPL à  440 kilotonnes de TNT (environ  30 fois l'énergie de la bombe d'Hiroshima, et environ  30 fois moins que l'événement de la Toungouska), créant une onde de choc qui a fait tomber un mur et un toit d'usine, détruit des milliers de vitres et de fenêtres de la région, et blessé ainsi près d’un millier de personnes, principalement à Tcheliabinsk. Des fragments de l’objet ont créé des cratères d’impact près de Tchebarkoul et Zlatooust.
La trajectoire de la météorite est filmée par de très nombreux témoins, en particulier par le biais de Dashcams, dont les images se révèlent précieuses pour les scientifiques.

## Bolide et entrée atmosphérique

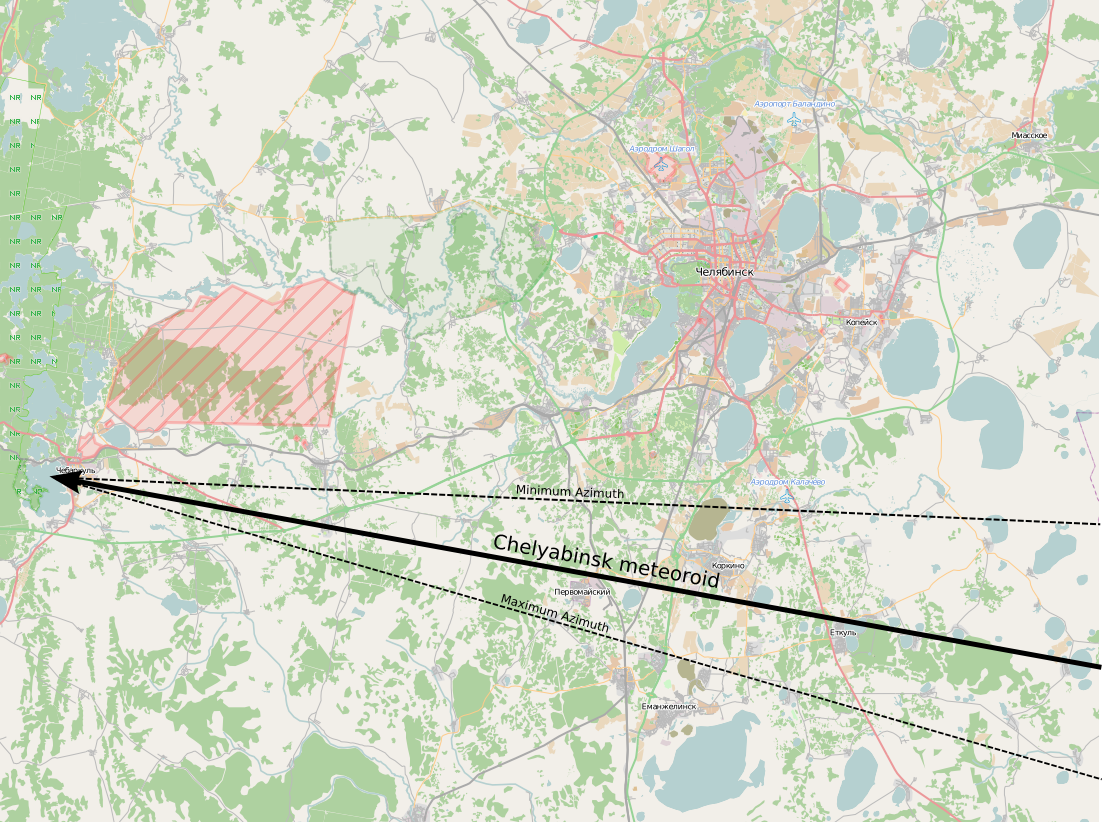
Trajectoire du superbolide.

Vers 9 h 20 heure locale, un bolide (météore de grande taille) d’un diamètre compris entre 15 et 17 mètres et d’une masse de 12 000 tonnes est entré dans l’atmosphère terrestre au-dessus de la Sibérie à une vitesse estimée à 19 km/s. Son angle d'entrée dans l'atmosphère était assez proche de l’horizontale (environ 18°) et il a traversé celle-ci d’est en ouest durant 32,5 secondes, en parcourant plusieurs centaines de kilomètres,. Il s’est fragmenté en plusieurs morceaux, à une altitude comprise entre 43 et 21 kilomètres. Des stations de mesure d’infrasons situées à plusieurs endroits sur la planète ont permis d’estimer l’énergie totale dégagée par l'arrivée sur Terre du bolide à environ 500 kilotonnes de TNT, soit l’équivalent de 30 fois l'énergie de la bombe atomique de Hiroshima. Trois explosions ont été entendues, la première étant la plus importante. Les ondes de choc créées par l’explosion du bolide en altitude ont en se propageant, provoqué des dégâts dans la ville de Tcheliabinsk, située dans l’Oural, en Russie. Les fragments du bolide n’ont, semble-t-il, occasionné aucun dégât. Ils se sont écrasés à plusieurs dizaines de kilomètres au sud-ouest de cette ville.
Selon les premières analyses, cette météorite est du type chondrite ordinaire, et contient entre 10 et 30 % de fer. Les bolides rocheux se scindent généralement en plusieurs morceaux en altitude, contrairement aux météorites ferreuses, qui restent entières,,,. Les gaz de l’atmosphère, échauffés au passage du bolide, ont émis une lumière éblouissante, suffisamment intense pour projeter des ombres à Tcheliabinsk, à une heure de l'aube où le Soleil ne dispensait encore qu'une faible lumière. La déflagration a été observée dans les oblasts de Sverdlovsk et d’Orenbourg ainsi qu’au Kazakhstan,,. Selon la NASA, les entrées atmosphériques de météorites ne produisent des événements de cette amplitude qu’environ une fois tous les 100 ans.
Le bolide n'a pas été détecté avant d'entamer son entrée atmosphérique. Plusieurs programmes de détection des astéroïdes dont l'orbite comporte un risque de collision avec la Terre ont été mis en place à compter de la fin des années 1990, notamment par la NASA. Mais cette recherche, difficile à mener compte tenu de la taille des objets et de leur faible albédo, ne peut détecter que les astéroïdes les plus gros et donc présentant un risque beaucoup plus important : les astéroïdes dont le diamètre est supérieur au kilomètre font l'objet d'une recherche systématique, tandis que la détection des astéroïdes d'un diamètre généralement supérieur à 100 mètres reste aléatoire. De plus, cet objet relativement petit paraissait arriver du fin fond de l'est, tel qu'alors vu depuis la surface terrestre : sa trajectoire était ainsi voilée par l'éclat du Soleil levant, ce qui a empêché toute détection précoce.

## Dégâts

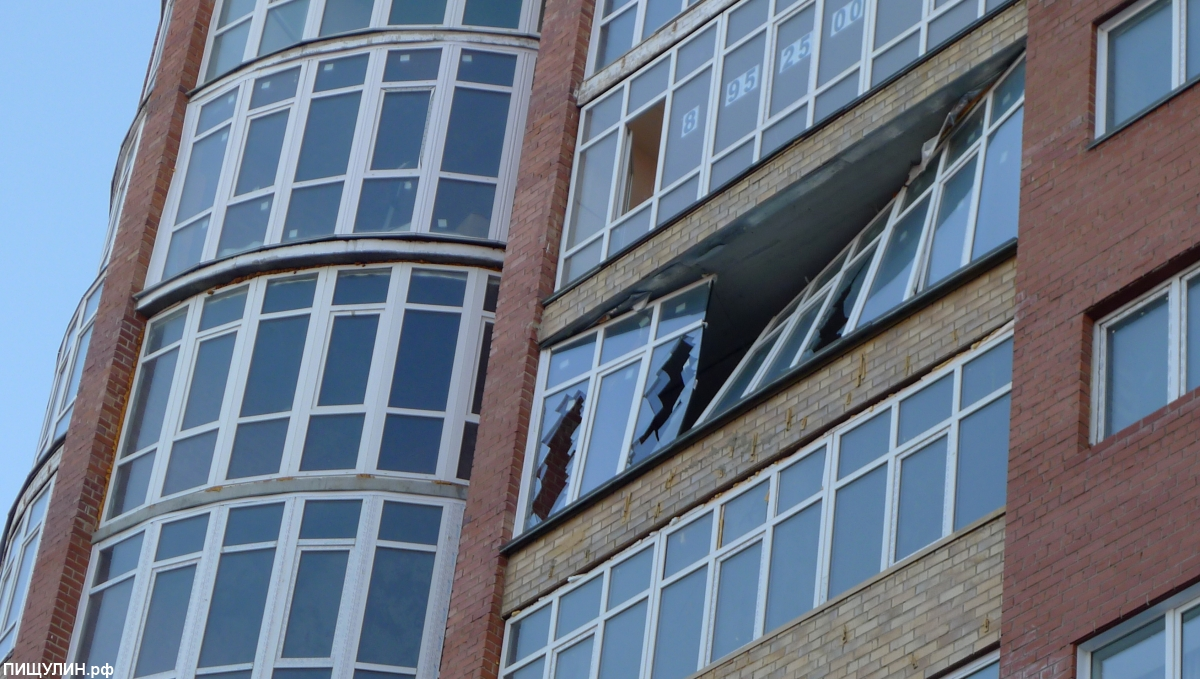
Fenêtres brisées d’un immeuble de la rue des Enthousiastes à Tcheliabinsk.

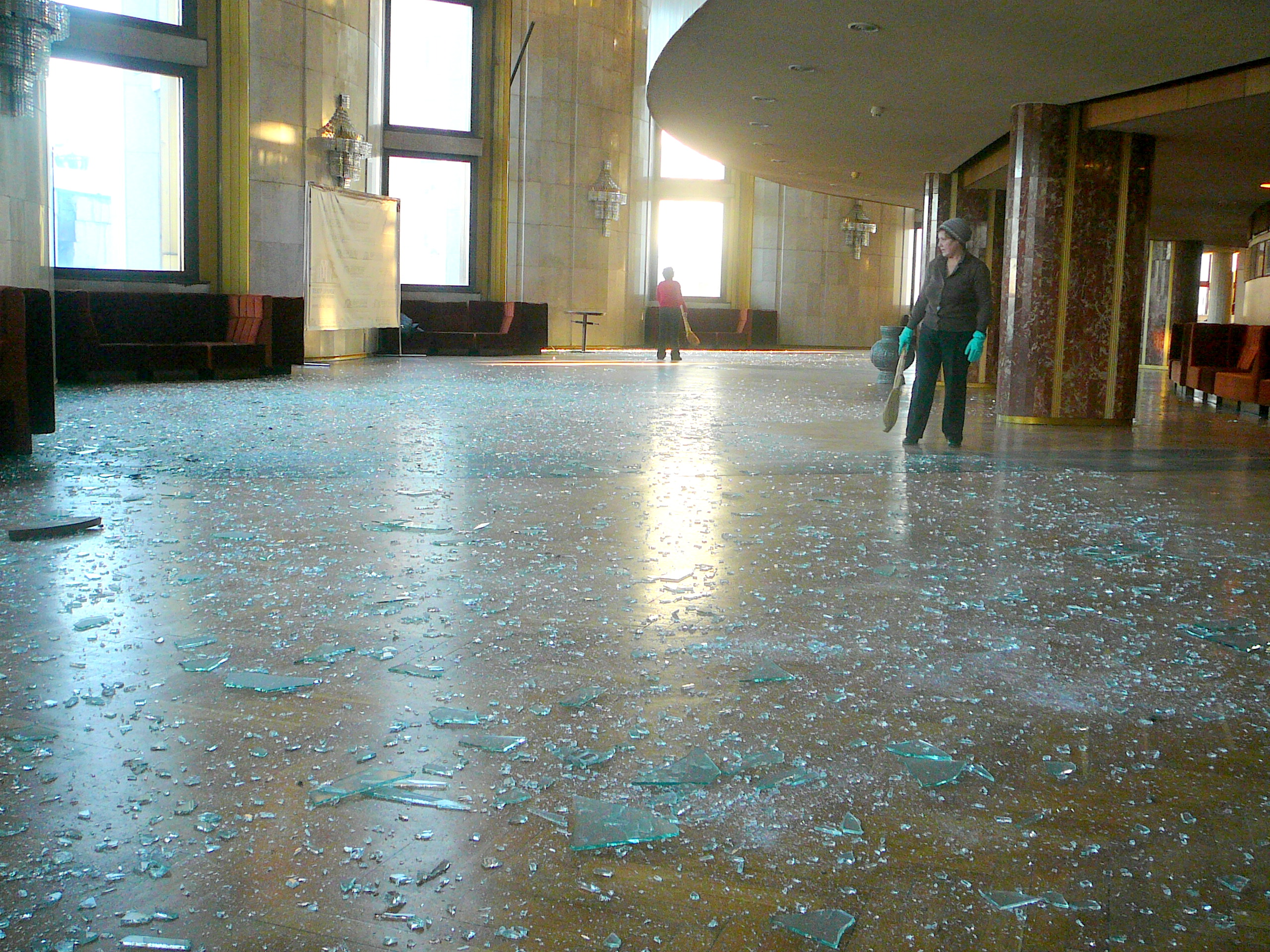
Vue de l’intérieur du théâtre de Tcheliabinsk : le sol est jonché de débris de vitres.

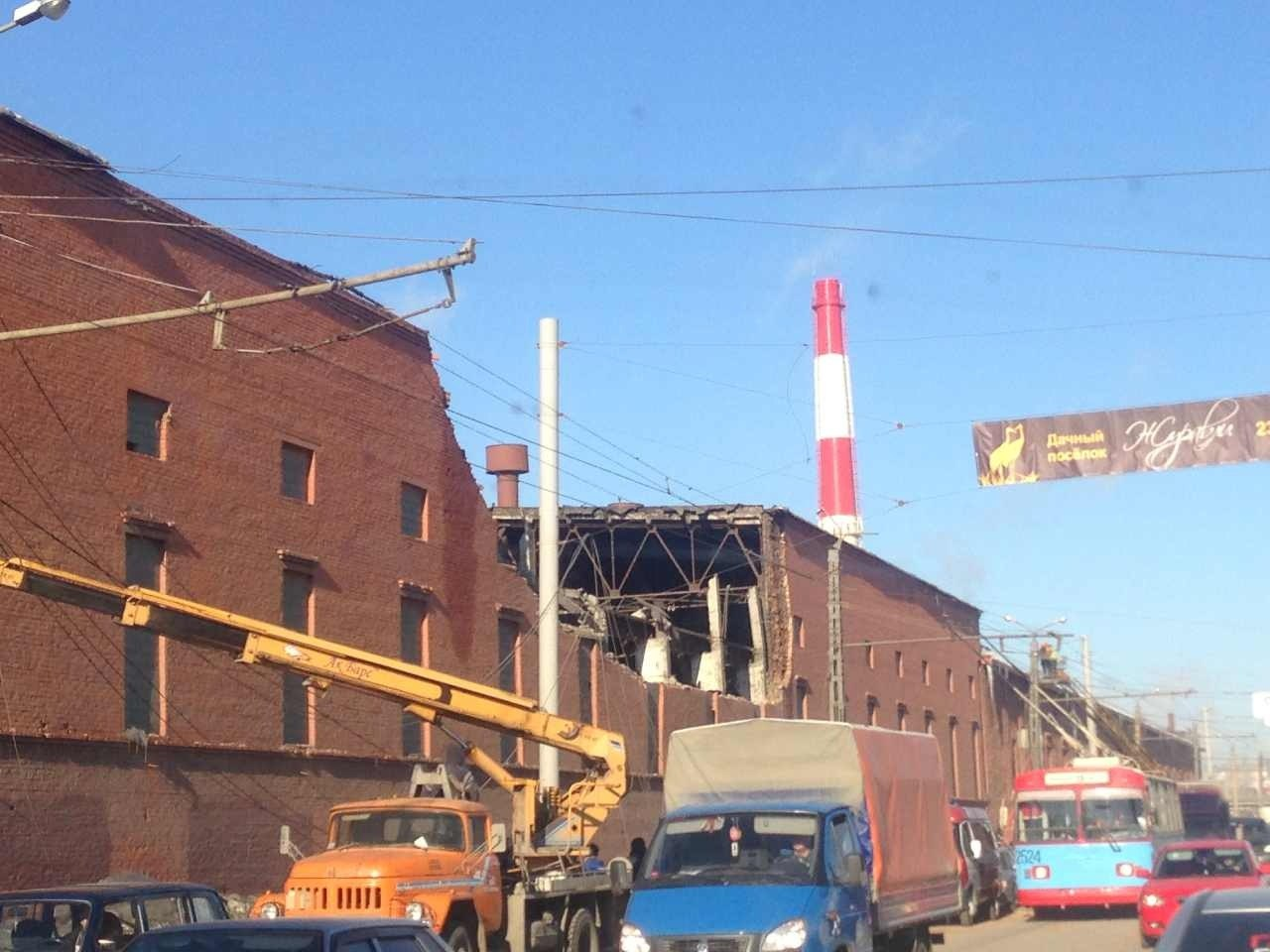
L’usine de zinc, endommagée par l’onde de choc.

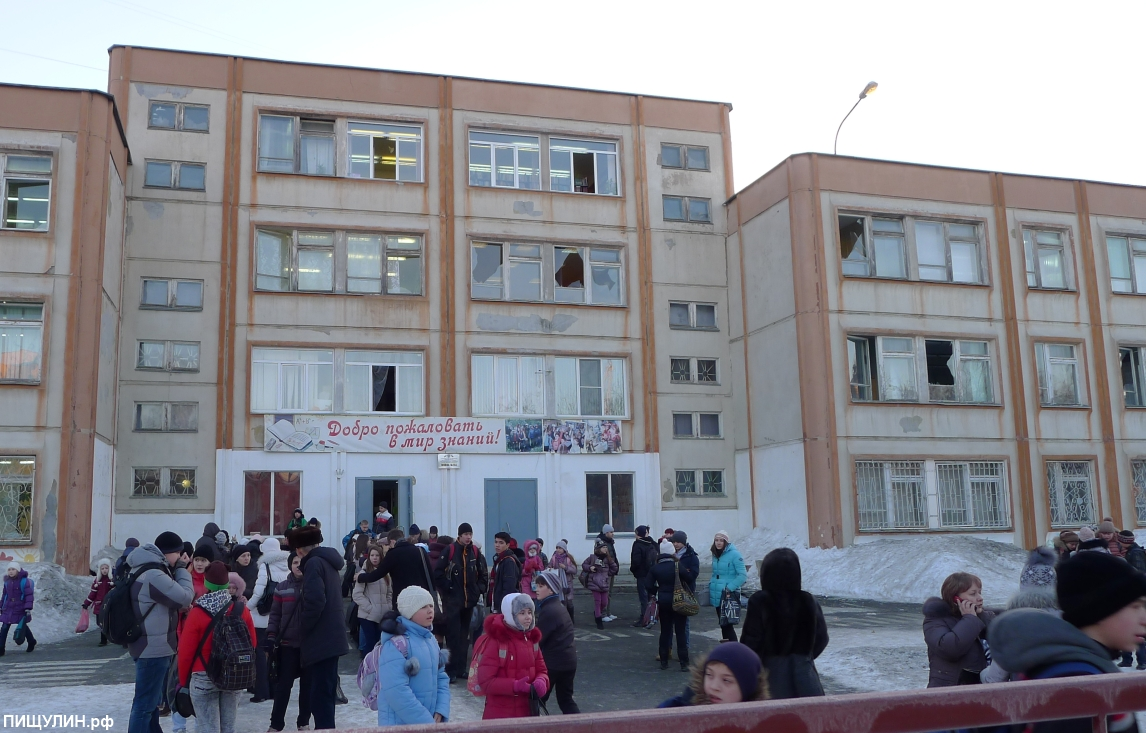
École évacuée, aux fenêtres endommagées par l'onde de choc.

L’onde de choc provoquée par l'entrée atmosphérique du bolide est similaire au passage du mur du son par un avion, mais en donnant lieu à plusieurs bangs supersoniques du fait de sa fragmentation. Ce phénomène, anticipant la chute de fragments qui intervint ultérieurement sur une zone au sol (pluie de météorites),, a provoqué des dégâts matériels sur les constructions, principalement à Tcheliabinsk, mais aussi à Iemanjelinsk, Ietkoul, Kopeïsk, Korkino et Ioujnoouralsk.
De fait, le bolide ayant pénétré à 19 km/s, dans l'atmosphère terrestre, fut immédiatement freiné par la résistance de l'air, jusqu'à provoquer une élévation importante de la température, créant une « boule de feu » particulièrement visible lors du passage à plus de 20 km au sud de Tcheliabinsk, et à quelque 20 km d'altitude. Soumis à de très fortes contraintes thermomécaniques, le bolide, inhomogène, s'est scindé en morceaux de plus en plus petits : les premiers fragments, les plus gros, se sont divisés à leur tour, chacun générant sa propre onde de choc, et une dizaine d'ondes de choc supplémentaires légèrement retardées ont ainsi été entendues, sur moins de 12 secondes.
Dès la première onde de choc supersonique, des milliers de fenêtres ont été brisées, à Tcheliabinsk, le mur ainsi que le toit d'une usine y furent très endommagés. Au total, 3 000 bâtiments auraient subi des dégâts, dont le coût total a été d'emblée estimé à plus d’un milliard de roubles (environ 25 millions d'euros) par Mikhaïl Iourevitch, gouverneur de l’oblast de Tcheliabinsk. Plus de 1 000 personnes ont été blessées,, la plupart par des éclats de verre. En fin de journée du 15 février, le ministère régional de la santé publique faisait état de 1 142 blessés, dont 258 enfants. Le lendemain, seulement 40 de ces personnes restaient hospitalisées.
Cet événement est exceptionnel par le nombre de blessés. Auparavant, et depuis le début du XIXe siècle, quelques cas avaient été rapportés de personnes ayant souffert du passage d'une météorite, soit, au total, trois tués et seulement une dizaine de blessés. Cependant, ce type de circonstances est rare, la population était aussi en général moins concentrée qu'au XXIe siècle.
Les ondes créées par l'explosion brisèrent les fenêtres et ébranlèrent les bâtiments sur une zone large de 90 kilomètres de part et d'autre de la trajectoire. L'équipe à l'origine d'une nouvelle étude (voir fin de la section précédente) a démontré que la forme de la zone endommagée pouvait s'expliquer par le fait que l'énergie initiale du bolide rencontrant la Terre a été transmise à l'atmosphère à différentes altitudes.

## Impacts au sol et météorites

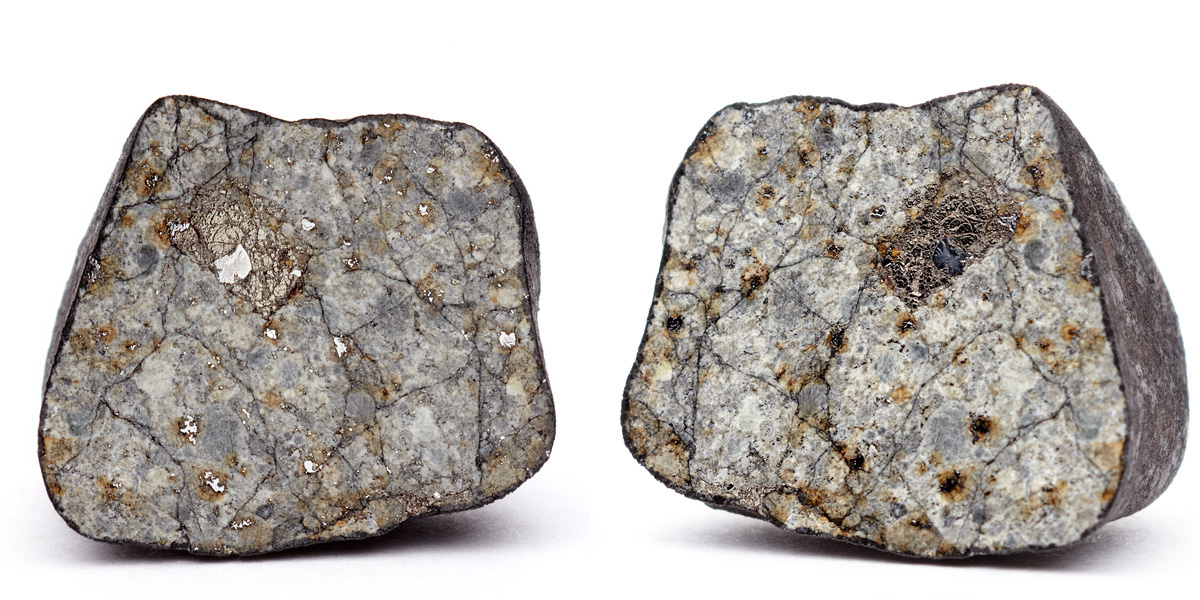
Photo macro de la structure interne d'une météorite.

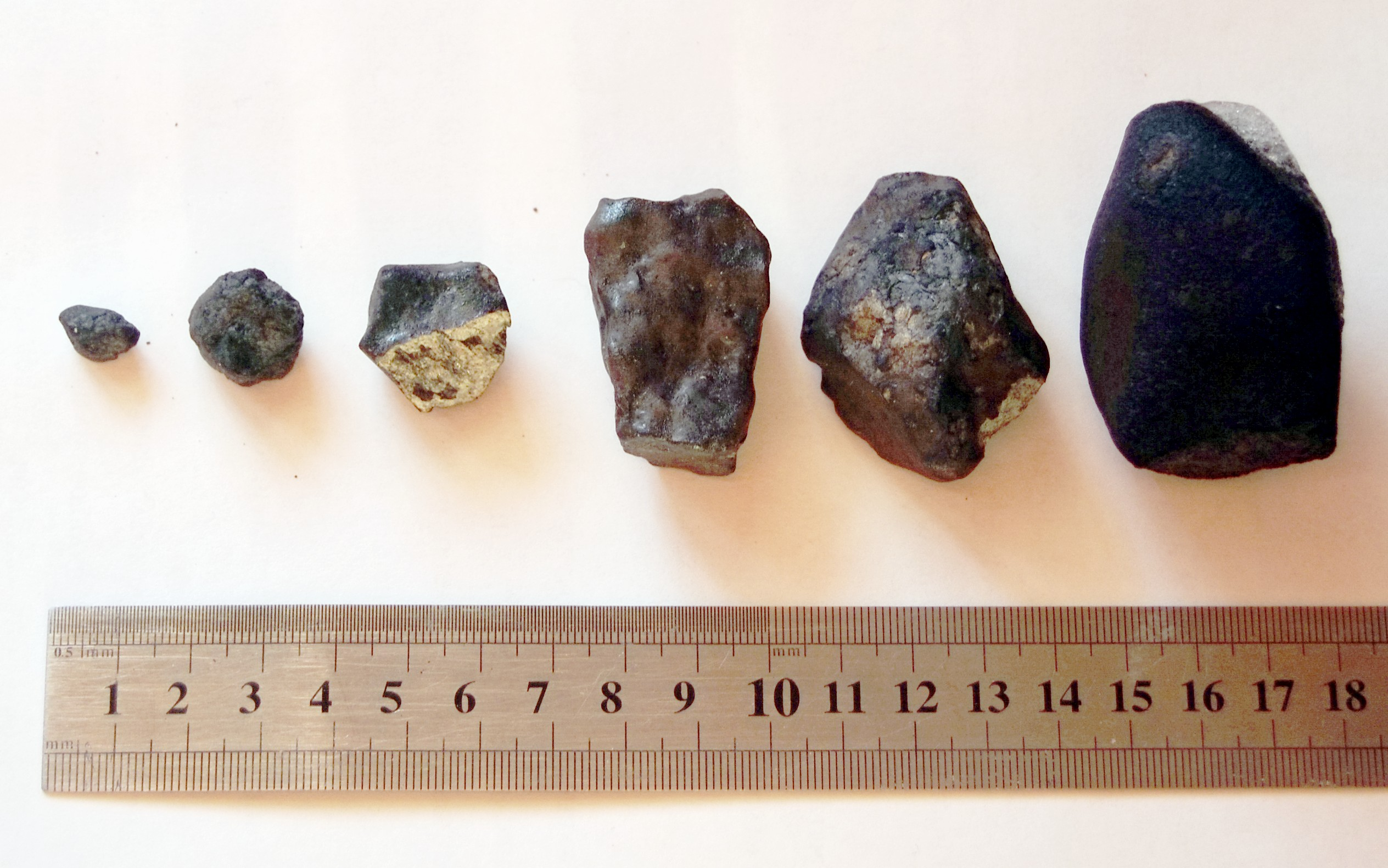
Fragments de la météorite, trouvés dans le raïon de Ietkoul par une expédition de l'université d'État de Tcheliabinsk (échelle centimétrique).

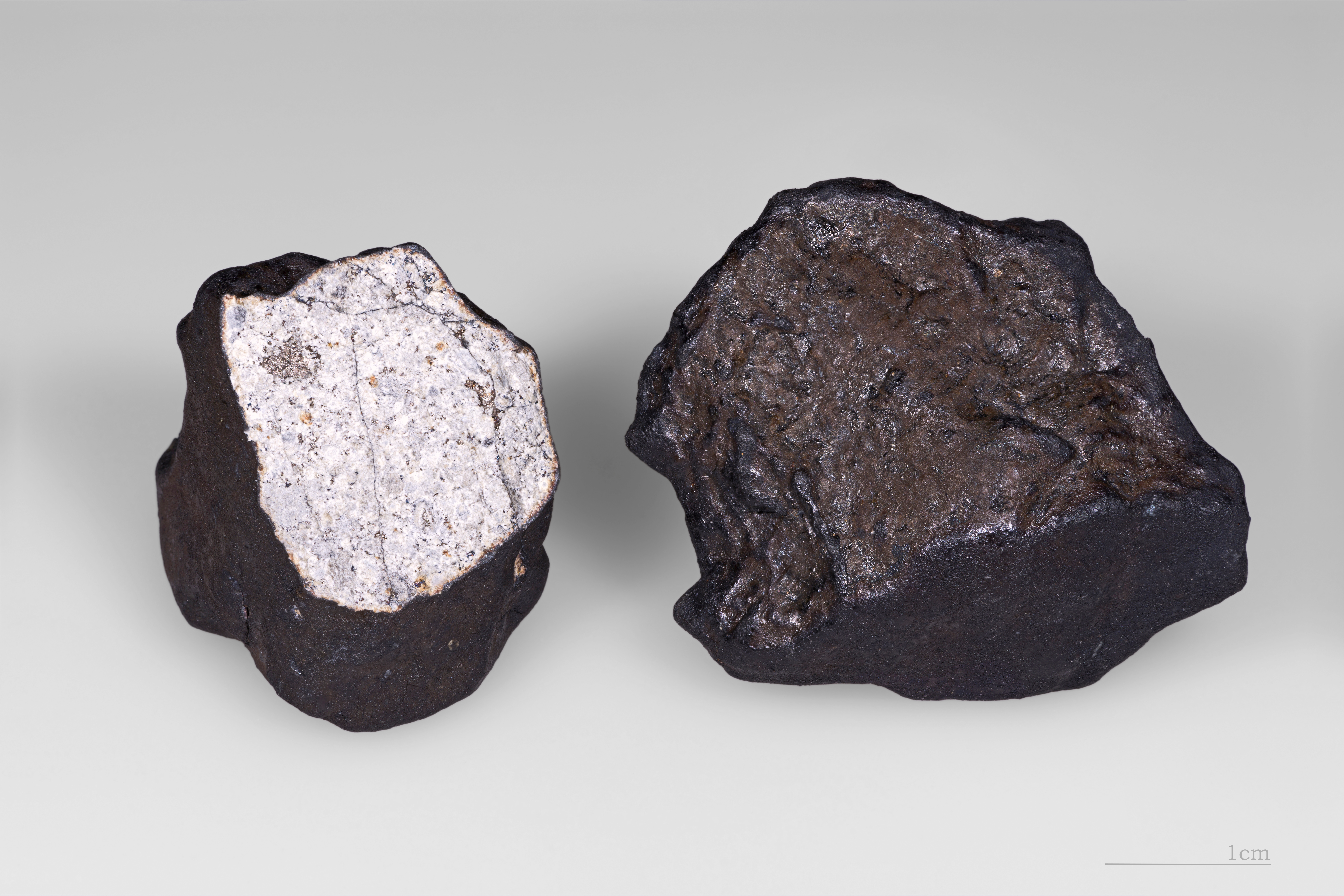
Fragments de la météorite, montrant la coupe de l’intérieur et la croûte de fusion

Les fragments arrivés au sol n'ont semble-t-il pas fait de blessés ni de dommages matériels. L'un des fragments a traversé la glace du lac de Tchebarkoul près de Tcheliabinsk.
Selon le journal Libération, reprenant un communiqué de l'université fédérale de l'Oural, « les membres de l’expédition pour retrouver la météorite ont envoyé à Iekaterinbourg des débris qu’ils avaient retrouvés. Selon le chef de l’expédition, le membre de l’Académie des sciences Viktor Grokhovski, cette météorite relève de la classe des chondrites », terme désignant un type de météorite rocheuse, poursuit l’université, précisant que les fragments retrouvés étaient composés de 10 % de fer.
Plusieurs centaines de fragments ont été récoltés par les équipes scientifiques, avec des tailles allant d'un millimètre, à une douzaine de centimètres. Le plus gros pèse plus d'un kilogramme,.
Parallèlement, des habitants de la région ont aussi annoncé avoir trouvé des météorites. Plusieurs centaines de fragments, dont certains à l'authenticité douteuse, sont proposés sur les sites de vente aux enchères. La taille de la plupart des fragments ne dépasse pas 2 cm.
Le nom officiel (en anglais) donné par le comité de nomenclature de la Meteoritical Society est Chelyabinsk (transcrit en français « Tcheliabinsk »).
En octobre 2013, soit huit mois après la chute, des fragments plus gros, dont un d'environ 570 kg, ont été récupérés au fond du lac de Tchebarkoul par une équipe de l'université fédérale de l'Oural dirigée par le professeur Viktor Grokhovsky,.

## Inférences à partir des infrasons des explosions
Onze des soixante stations de détection d'infrasons (en Alaska, au Groenland, en Afrique, en Russie…) du réseau de l'Organisation du traité d'interdiction complète des essais nucléaires ont perçu et enregistré le fin détail des infrasons générés par les explosions du bolide. À partir de ces données, des scientifiques ont pu estimer les valeurs maximales des caractéristiques physiques de ce bolide entré dans l'atmosphère le 15 février 2013 à 3 h 20 min 26 s (UTC) et désintégré et tombé en 32,5 secondes :
- énergie totale dissipée : environ 500 kilotonnes de TNT (soit 30 kt TNT de plus que leur estimation précédente) ;
- masse initiale : 10 000 tonnes (leur première estimation : 7 000 t) ;
- diamètre moyen initial : 17 mètres (leur première estimation : 15 m).

## Astéroïdes géocroiseurs
Selon les estimations, l'astéroïde à l'origine de l'événement était un astéroïde géocroiseur qui avait un diamètre compris entre 15 et 17 mètres et une masse entre 7 000 et 10 000 tonnes, ayant fait partie de la famille des Apollons. Les reconstructions orbitales effectuées rétroactivement à partir des nombreuses vidéos disponibles attribuent à l'astéroïde une orbite avant l'impact très excentrique, ayant un périhélie plus proche de l'orbite de Vénus que de la Terre mais l'emmenant au-delà de l'orbite de Mars à son aphélie. D'après les calculs du professeur Jenniskens, l'objet original pourrait être un membre de la famille de Flore, dans la ceinture d'astéroïde, mais le rocher qui a frappé Tcheliabinsk semble ne pas s'être rompu dans la ceinture d'astéroïde en elle-même. Des chercheurs de l'université de Tokyo et de l'université Waseda, au Japon, ont montré que la pierre avait été exposée aux rayons cosmiques pendant environ 1,2 million d'années, ce qui est une période inhabituellement courte pour un objet originaire de la famille de Flore. Jenniskens émet l'hypothèse que Tcheliabinsk (le météore) appartenait à un « tas de débris » issu de l'éclatement d'un astéroïde il y a plus d'1,2 million d'années, peut-être lors d'une précédente rencontre avec la Terre. Le reste des débris pourraient encore se trouver à proximité parmi la population d'astéroïdes approchant l'orbite de la Terre. Selon Yin, « Tcheliabinsk sert de point d'étalonnage unique pour des événements d'impacts de météorites de haute énergie pour nos futures études. Il y a besoin de technologie pour détecter précocement ces objets, comme le Large Synoptic Survey Telescope, qui est actuellement en cours de développement par une équipe internationale dirigée par le professeur de physique J. Anthony Tyson, de l'université de Californie à Davis ».
L’événement coïncide avec le passage annoncé de l'astéroïde géocroiseur 2012 DA14, qui a frôlé la Terre à 27 700 kilomètres 15 heures plus tard. Il s’agit cependant d’un hasard : cet astéroïde avait une trajectoire significativement différente du bolide de Tcheliabinsk,. De plus, durant l'intervalle de temps séparant les deux événements, la Terre a parcouru près de deux millions de kilomètres (1,7 million de km pour être précis) sur son orbite, rendant impossible toute corrélation entre les deux astéroïdes. De plus, la composition des deux objets est différente : 2012 DA14 est de type spectral correspondant aux chondrites carbonées alors que le superbolide de Tcheliabinsk est une chondrite ordinaire. Cependant, la coïncidence de ces deux événements sans relation de causalité entre eux continue de susciter de nombreuses interrogations dans la population.

## Premières réactions
Vladimir Jirinovski, chef de file des nationalistes russes, a tôt déclaré qu'il s'agissait d'une arme nouvelle testée par les Américains.
Dmitri Medvedev, Premier ministre de Russie, déclare, à son tour, que la pluie de météorites « prouve que la planète entière est vulnérable ».
Dmitri Rogozine, vice-Premier-ministre du gouvernement russe chargé de la défense et de l'industrie, demande, le soir même de l'événement, la création d'un système anti-astéroïde international.

## Analyses ultérieures
Des analyses publiées début novembre 2013 affinent certaines informations, et en annoncent de nouvelles concernant l'objet. Selon une étude menée par Olga Popova, de l'Académie russe des sciences à Moscou, et par l'astronome Peter Jenniskens du Centre de recherche Ames de la NASA et de l'Institut SETI, en Californie, et 57 autres chercheurs de neuf pays, sa vitesse d'entrée dans l'atmosphère terrestre est revue légèrement à la hausse pour atteindre un peu plus de 19 kilomètres par seconde. Sa classification comme chondrite ordinaire est confirmée et son âge est évalué à 4,452 milliards d'années, date à laquelle l'objet a subi un impact important, soit 115 millions d'années plus jeune que le Système solaire (ce dernier à un âge estimé à 4,567 milliards d'années).
Selon les résultats obtenus par Qing-Zhu Yin, professeur du Département des sciences terrestres et planétaires à l'université de Californie à Davis et un des scientifiques ayant participé à cette recherche, cet impact, survenu beaucoup plus tard que chez les autres chondrites connues du même type, suggère que l'objet a connu une histoire violente. Après étude des échantillons au microscope électronique, la présence de jadéite est détectée. Comme ce minéral métamorphique se forme uniquement sous haute pression, et que l'examen microscopique révèle une cristallisation rapide, les scientifiques concluent que la météorite « est le produit d'une collision du corps d'origine avec un astéroïde de 150 à 190 mètres de diamètre qui se déplaçait à une vitesse relative entre 0,4 et 1,5 km par seconde ». En outre, une étude isotopique portant sur le samarium et le néodyme indique que cette collision s'est produite il y a plus de 290 millions d'années.
Les analyses des vidéos amateurs confirment la vitesse à 19 kilomètres par seconde lors de l'entrée dans l'atmosphère à 95 km d'altitude et suggèrent une masse de 12 000 tonnes pour une dimension de 19 mètres à ce moment-là. L'objet initial s'est fragmenté d'abord en une vingtaine de morceaux, pesant chacun 10 tonnes environ, dont la majeure partie (76 %) s'est désintégrée, la série de fragmentations la plus importante s'étant produite entre 40 et 30 km d'altitude. Les bandes-son des vidéos ont permis de mettre en évidence onze fragmentations survenues à 29 km d'altitude, avant qu'un rocher rescapé de plus de 500 kg ne s'abime dans le lac Tchebarkoul.
En juillet-août 2013, des chercheurs de l'université complutense de Madrid avancent que l'astéroïde 2011 EO40, un géocroiseur de la famille des astéroïdes Apollon, pourrait être à l'origine du superbolide. Une étude internationale publiée dans Nature en novembre 2013 cite un autre Apollon, l'astéroïde (86039) 1999 NC43 dont l'orbite serait très similaire à celle du bolide,. Deux ans plus tard, la question de l'origine du superbolide n'est toujours pas tranchée. En mars 2015, des scientifiques de la NASA ayant analysé des échantillons de la météorite indiquent que l'objet-parent a subi une douzaine d'impacts entre 300 et 27 millions d'années et proviendrait de la ceinture principale d'astéroïdes.

## Anniversaire
Parmi les 98 médailles d'or distribuées lors des Jeux olympiques d'hiver de 2014, les dix qui ont été attribuées le 15 février 2014 pour sept épreuves contiennent un fragment du superbolide de Tcheliabinsk pour marquer le premier anniversaire de la chute de ce bolide ; il s'agit des médailles d'or de slalom géant féminin, du relais féminin en ski de fond, du saut à ski sur gros tremplin, du skeleton masculin, du 1 500 mètres masculin en patinage de vitesse, et du 1 000 mètres féminin et du 1 500 mètres masculin en short track. Elles proviennent d'un lot de cinquante médailles fabriqué dans un atelier de Zlatoust, les quarante autres allant à des collections privées.

## Culture populaire
Dans la série télévisée Salvation, le superbolide de Tcheliabinsk était un test pour une arme spatiale développée par l'Armée américaine, test qui entraine un conflit majeur entre la Russie et les États-Unis.